# Kaplica grobowa Nagawieckich w Dębicy
Kaplica grobowa Nagawieckich – zabytkowa kaplica na cmentarzu parafialnym w Dębicy. Wzniesiona w 1896 r. w czasie rozbudowy cmentarza. Do 1998 r. odgrywała rolę kaplicy przedpogrzebowej. W kaplicy pochowani są Leon i Anna Nagawieccy.